# Jesús Burgaleta
Jesús Burgaleta, né en 1939 à Tudela et mort le 17 septembre 2007 à Madrid, était un prêtre et théologien  catholique espagnol. Ordonné prêtre en 1962, il a passé une grande partie de sa vie comme professeur à l'Institut supérieur de pastorale de Madrid. Il a notablement influencé l'évolution de la liturgie catholique en Espagne après le concile Vatican II, aux côtés d'autres théologiens comme Casiano Floristán et Luis Maldonado (en).
Jesús Burgaleta est l'auteur de nombreux ouvrages liturgiques destinés au clergé et aux laïcs catholiques espagnols, entre autres le Misal de la comunidad (Missel de la communauté), qui avait suscité une polémique lors de sa parution au début des années 1970 - certains évêques recommandant son usage, alors que d'autres l'interdisaient.